# Barania Igła
Barania Igła (słow. Barania ihla) – turnia w słowackiej części Tatr Wysokich, w masywie Baranich Rogów. Jest położona u dołu południowo-zachodniego żebra Wyżniego Baraniego Zwornika, od którego oddziela ją Barani Przechód, położony tuż pod jej wierzchołkiem. Turnia jest zbudowana z ciemnych skał i ma kształt czworościennego graniastosłupa o stosunkowo regularnych ścianach.
Barania Igła jest wyłączona z ruchu turystycznego. Jej zachodnie stoki opadają do Baranich Pól w Dolinie Pięciu Stawów Spiskich, wschodnie natomiast do Baraniego Żlebu. Najdogodniejsza droga dla taterników jest trudna i prowadzi na turnię od strony Baraniego Przechodu.
Pierwszego wejścia na wierzchołek dokonali Anna Pivková i Róbert Horníček 16 sierpnia 1943 r.